# Jorge Mondragón Vázquez
Jorge Mondragón Vázquez (30 de octubre de 1962) es un deportista mexicano que compitió en saltos de trampolín. Ganó dos medallas de bronce en los Juegos Panamericanos de 1991.

## Palmarés internacional
| Juegos Panamericanos | Juegos Panamericanos | Juegos Panamericanos | Juegos Panamericanos |
| Año                  | Lugar                | Medalla              | Prueba               |
| -------------------- | -------------------- | -------------------- | -------------------- |
| 1991                 | La Habana (Cuba)     | Medalla de bronce    | Trampolín 1 m        |
| 1991                 | La Habana (Cuba)     | Medalla de bronce    | Trampolín 3 m        |